# Gerald Ebinger
Gerald Ebinger (* 30. November 1958 in Wien) ist ein österreichischer Politiker (FPÖ). Er ist seit November 1999 Abgeordneter zum Wiener Landtag und Gemeinderat.

## Ausbildung und Beruf
Gerald Ebinger legte 1977 die Matura ab und begann 1978 ein Studium der Rechtswissenschaften, Kunstgeschichte und Völkerkunde. 1987 absolvierte er das Gerichtsjahr und trat 1988 in den Finanzdienst ein. 1991 wurde er in die Integrations- und Zollsektion des Bundesministeriums für Finanzen (Zolltarifabteilung) übernommen und war 1993 drei Monate zur Europäischen Kommission dienstzugeteilt. Seit 2002 ist er Leiter des Zolllabors und der Zolltarifabteilung.

## Politische Tätigkeit
Gerald Ebinger trat 1983 der FPÖ bei und war von 1990 bis 1999 Bezirksrat in Margareten. Er war von 1991 bis 1996 Mitglied der Wohnungskommission und hält seit 1995 Seminare und Vorträge über EU-Themen an der Freiheitlichen Akademie. Seit November 1999 vertritt er die FPÖ als Abgeordneter im Wiener Landtag und ist Mitglied des Gemeinderats der Stadt Wien.
Ebinger ist Alter Herr der schlagenden Akademischen Burschenschaft Aldania Wien.

## Privates
Gerald Ebinger ist geschieden und hat eine Tochter.

## Auszeichnungen (Auswahl)
- 2023: Großes Silbernes Ehrenzeichen für Verdienste um das Land Wien[3]